# Massengräber in Hrpelje-Kozina
Auf dem Gebiet der Gemeinde Hrpelje-Kozina in Slowenien wurden bisher (Stand 1/2024) insgesamt fünf Massengräber aus der Zeit um den Zweiten Weltkrieg gefunden.

## Bač pri Materiji
In Bač pri Materiji fand man ein Massengrab aus der Zeit des Zweiten Weltkriegs. 
- Das Massengrab Materija 1 (slowenisch: Grobišče Materija 1) liegt etwa 500 m nördlich der Siedlung. Es handelt sich um einen Schacht mit einer Öffnung von 2 × 1,5 m, der an zwei Seiten von Klippen begrenzt wird, die sich zu einem Plateau erheben.[1]

## Obrov
In Obrov wurde ein Massengrab aus der Zeit um den Zweiten Weltkrieg gefunden. 
- Das Massengrab in der Kaser-Höhle (Grobišče Kaserova jama) liegt an der Straße südwestlich von Obrov und nordöstlich von Golac. Es wird angenommen, dass die menschlichen Überreste in der Höhle von deutschen Soldaten und slowenischen Zivilisten stammen.[2]

## Petrinje
In Petrinje wurde ein Massengrab aus der Zeit um den Zweiten Weltkrieg gefunden. 
- Das Massengrab im Wespen-Schacht (Grobišče Osje brezno) befindet sich in einem Terrassengebiet westlich des Brdgodec-Hügels (Höhe: 447 Meter) nördlich von Petrinje. Es enthält die Überreste unbestimmter Opfer.[3]

## Skadanščina
In Skadanščina befindet sich ein Massengrab aus der Zeit um den Zweiten Weltkrieg. 
- Das Massengrab in der Bukovje-Höhle (Grobišče Marno) liegt südsüdwestlich der Siedlung. Das Grab enthält die Überreste von zwölf Mitgliedern der SS.[4]

## Slope
In Slope wurde ein Massengrab aus der Zeit des Zweiten Weltkriegs gefunden. 
- Das Massengrab in der Höhle unterhalb des Kotar-Geheges (Grobišče Jama pod Kotarjevo ogrado) liegt in den Wäldern nordöstlich von Tublje pri Hrpeljah. Es enthält die Überreste von 15 bis 17 Personen, wahrscheinlich deutsche Soldaten und slowenische Zivilisten.[5]